# سرزمین سارویان
سرزمین سارویان (ترکی استانبولی: Saroyan Ülkesi؛ ) یک فیلم مستند است محصول سال ۲۰۱۲ ترکیه, به کارگردانی و نویسندگی لوسین دینک

## بازیگران

### جوایز
- برنده زردآلوی طلایی بهترین مستند ارمنی در بخش رقابتی پانورامای ارمنی دهمین دوره جشنواره بین‌المللی فیلم زردآلوی طلایی ایروان